# Institut Kirche und Judentum
Das 1960 gegründete Institut Kirche und Judentum – Zentrum für Christlich-Jüdische Studien (IKJ) ist ein An-Institut der Humboldt-Universität Berlin und ein Werk der Evangelischen Kirche Berlin-Brandenburg-schlesische Oberlausitz. Leiter des Instituts ist Christoph Markschies.

## Geschichte
Das Institut Kirche und Judentum (IKJ) wurde im Jahre 1960 von der damaligen Kirchlichen Hochschule Berlin, der Kirchenleitung der Evangelischen Kirche in Berlin-Brandenburg und dem Ausschuss „Dienst an Israel“ (später „Berliner Arbeitsgemeinschaft Christen und Juden“) als gemeinsam getragene Einrichtung begründet. 1990 wurde nach der Zusammenführung der theologischen Ausbildungseinrichtungen an der Humboldt-Universität auch das IKJ als Werk der Evangelischen Kirche in Berlin-Brandenburg- schlesische Oberlausitz (EKBO) an der Humboldt-Universität neu konstituiert.
Es soll die Wahrnehmung des Judentums als „eigenständige und einzigartige Größe“ im Christentum befördern, die Zusammenhänge zwischen Judentum und Christentum von den biblischen Grundlagen bis in die Gegenwart erforschen und einen aktiven Beitrag zur Bekämpfung antijüdischer Ressentiments leisten.
Der Berliner Neutestamentler Günther Harder (1902–1978) gründete das Institut – auch mit Blick auf das Versagen der evangelischen Kirchen gegenüber dem Judentum während der Zeit des Nationalsozialismus. Er bereitete eine neue Sicht auf die Israeltheologie des Apostels Paulus und erkannte, dass eine Aufarbeitung der Schuldgeschichte christlicher Kirchen nicht im 20. Jahrhundert beginnen darf, sondern die ganze Geschichte des Christentums betreffen muss. Für sein Engagement im Rahmen der Aktivitäten für das Institut wurde Harder öffentlich angefeindet.
Unter Peter von der Osten-Sacken erweiterte das Institut ab 1974 sein Profil sukzessive, dadurch entwickelte es sich zu einer weit über die akademischen Grenzen hinaus bekannten Einrichtung. Osten-Sacken behielt die enge Verknüpfung zwischen der exegetischen Erforschung des Neuen Testamentes  und der Arbeit des Instituts bei, legte darüber hinaus aber auch grundlegende Beiträge zu einer Interpretation reformatorischer Theologie vor dem Hintergrund des jüdisch-christlichen Dialogs vor. Die Verlagstätigkeit des Instituts wurde unter Osten-Sackens Leitung deutlich intensiviert und Beiträge zur wissenschaftlichen Reflexion des christlich-jüdischen Verhältnisses in Geschichte und Gegenwart in mehreren Veröffentlichungsreihen publiziert. Seit 1987 findet in regelmäßigen Abständen die von ihm begründete internationale christlich-jüdische Sommeruniversität statt. Für sein Engagement erhielt er 2005 die Buber-Rosenzweig-Medaille des Koordinierungsrats der Gesellschaften für Christlich-Jüdische Zusammenarbeit und 2016 die Moses-Mendelssohn-Medaille des Senats von Berlin.
Nach Osten-Sackens Emeritierung übernahmen die Alttestamentler Rüdiger Liwak (2007–2010) und Markus Witte (2010–2015) die Institutsleitung. Seit 2015 ist der Kirchenhistoriker Christoph Markschies Leiter des Instituts.

## Kernaufgaben
Wissenschaftlich korrekte Information über Geschichte und Gegenwart verschiedenster Glaubens-, Lebens- und Denkformen des Judentums im Rahmen der theologischen Ausbildung und für die breitere Öffentlichkeit.
Wissenschaftliche Erforschung der Geschichte des christlich-jüdischen Verhältnisses und wissenschaftliche Arbeit an der theologischen (Neu-)Bestimmung des Verhältnisses zwischen Christentum und Judentum vor dem Hintergrund der bisherigen Geschichte, der Katastrophen und der Neuaufbrüche im zwanzigsten Jahrhundert.

## Weblink
- Institut Kirche und Judentum